# NGC 500
NGC 500 (również PGC 5013) – galaktyka soczewkowata (E-S0), znajdująca się w gwiazdozbiorze Ryb. Odkrył ją 6 grudnia 1850 roku Bindon Stoney – asystent Williama Parsonsa.
W galaktyce tej zaobserwowano do tej pory jedną supernową – SN 1990A.